# Distretto di Kadjebi
Il distretto di Kadjebi (ufficialmente Kadjebi District, in inglese) è un distretto della Regione di Oti del Ghana.